# Az 1956-os forradalom emigrációja
Az 1956-os forradalom hatására október végére fokozatosan megszűnt a határellenőrzés. A szovjet csapatok intervenciója eleinte nem irányult a határok lezárására, ezért a nyugattól addig hermetikusan elzárt magyar lakosság előtt november közepéig, végéig gyakorlatilag nyitva állt a nyugati (és a déli) határ. Ez alatt a néhány hét alatt (nyugati és korabeli magyar értékelések szerint egyaránt) mintegy 200 000 ember menekült el az országból, túlnyomórészt a zöldhatáron át.  A korabeli kommunista propaganda és ennek alapján a köznyelv ezeket a kivándorlókat – együtt a többi, a pártállami időszak alatt jogellenesen külföldre távozó személlyel – disszidensnek nevezte. Közülük 1957 nyaráig a Kádár-kormány amnesztiáját (mentesítés a tiltott határátlépés büntetőjogi következményei alól) elfogadva 11 ezren hazatértek, míg az itthon maradottak közül 12 ezren még 1957-ben családegyesítés címén engedéllyel távozhattak az országból. A legtöbb menekült az Egyesült Államokban, Nagy-Britanniában, Kanadában, Németországban, Svájcban és Franciaországban telepedett le, ahol munkát vállalva, többségében középosztálybeli egzisztenciát teremtve integrálódtak a helyi társadalmakba.

## Az emigráció nemzetközi háttere
A magyar forradalomra a hidegháború egyik mélypontján került sor, ezért az azt övező nemzetközi figyelem óriási volt. A magyar menekültek megsegítésére jól szervezett nemzetközi humanitárius akció indult. 1957. április 1-ig az ENSZ menekültügyi hivatala által nyilvántartott 193 805 kivándorló 70%-át, 135 417 személyt már elszállítottak Ausztriából és Jugoszláviából, az elsődleges befogadó államokból.
A menekültekkel kapcsolatos nemzetközi jog előírta az egyéni üldözöttség bizonyítását, mint a menekült-státus előfeltételét. A magyar menekültek azonban 1956 novemberétől olyan nagy számban érkeztek Ausztriába, hogy ügyük egyéni elbírálása lehetetlenné vált. Oscar Helmer akkori osztrák belügyminiszter kijelentette: nincs idő az egyéni vizsgálatokra. A többi nyugati országgal egyetértve a magyarokat első látásra („prima facie”) elfogadható menekülteknek tekintették. Ez volt nemzetközileg az első olyan eset, amikor a menekülteket nem egyénenként, hanem csoportként kezelték.

## A menekülés és a menekülttáborok

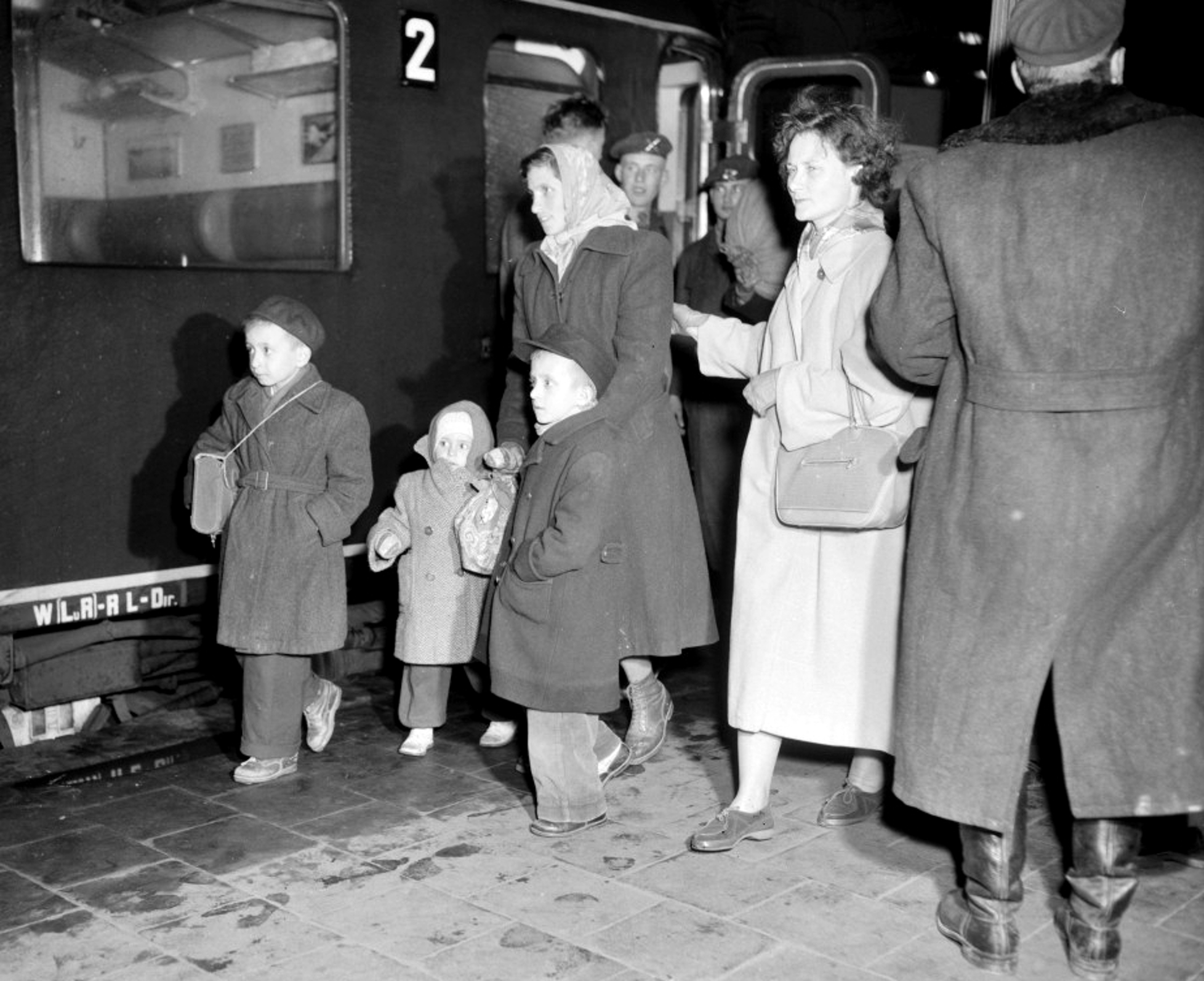
1956. november 14. Magyar menekültek érkeznek Utrechtbe a Vörös Kereszt segítségével

A menekülők teherautókon, buszokon, gyalog jutottak el a zöldhatárig. Az osztrák határon az aknazár miatt csak meghatározott útvonalakon lehetett biztonságosan átjutni. Budapestről jellemzően teherautókkal szervezett fuvarok indultak a határra. November 4-ét  követően a megerősödő szovjet katonai vezetés elrendelte a határ fegyveres őrizetét, a menekülthullám még folytatódott, voltak halálos áldozatokat követelő lövöldözések. Végül a határ fegyveres őrizete olyan fokot ért el, hogy a menekülés fokozatosan megszűnt.
Sokan mentek az USA-ba, ehhez képest viszonylag kevés magyar került Franciaországba, Angliába (15 ezer), Német Szövetségi Köztársaság (15 ezer).
1957 nyaráig a Kádár-kormány amnesztiáját (mentesítés a tiltott határátlépés büntetőjogi következményei alól) elfogadva 11 ezren hazatértek. Közben a kormány 1957 májusáig mintegy 12 ezer főnek – elsősorban családegyesítés címén – engedélyezte az ország elhagyását.

## A menekültek befogadásának és finanszírozásának politikai és gazdasági szempontjai

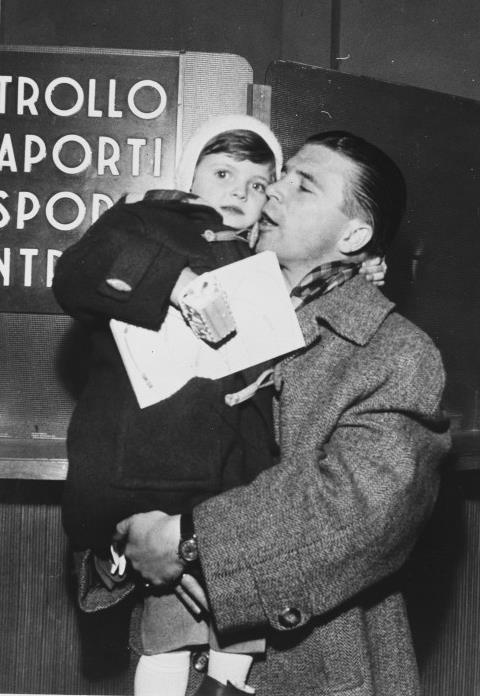
Puskás Ferenc labdarúgó kislányával Olaszországban, 1956. december 10-én. Puskás Ferencné 1956. december 1-jén többszöri sikertelen próbálkozás után jutott ki négyéves kislányával, gyalog menekülve a megszállt Magyarországról Ausztriába, hogy azután Olaszországban csatlakozzon férjéhez

A magyar menekültek fogadására, ellátására, elhelyezésére fordított összeg egészében véve mintegy 100 millió akkori dollár volt, ami mai értéken több mint 1 milliárd dollárt jelent. A finanszírozás bőkezűsége szorosan összefüggött az akkori magyar függetlenségi harc iránti nemzetközi szimpátiával, valamint a hidegháborús helyzettel. Gazdasági és politikai szempontból a magyarok ideális menekültcsoportként jelentek meg, hiszen nagyrészt fiatal, egészséges, jól képzett, egyedülálló férfiak voltak, akiket gyorsan munkába lehetett állítani. Az is sokat nyomott a latban, hogy fehérek voltak, és a korabeli nyugati világot figyelembe véve csekély mértékű tömegben érkeztek. A Német Szövetségi Köztársaságban például 1956. január 1-jén 216 ezer menekült élt az ENSZ Menekültügyi Főbiztosságának (UNHCR) mandátuma alatt – az ehhez oda érkező mintegy 15 ezer magyar nem jelenthetett különösebb gondot. Politikai szempontból az is fontos volt, hogy antikommunizmusukhoz nem fért kétség, és a korabeli vezető nyugati hatalom, a nemzetközi menekültügyi rendszer legnagyobb anyagi támogatója, az Amerikai Egyesült Államok számára a kommunista országokból menekülők a hidegháború propagandafrontján is jól felhasználható tömegnek számítottak.
A magyarok beilleszkedése szempontjából kedvező volt az is, hogy a második világháborút követő konjunktúra indult a nyugati országokban, erősen nőtt a munkaerő iránti kereslet. Paul Weis, az ENSZ menekültügyi főbiztosának vezető jogi tanácsadója a magyar menekültekkel foglalkozó genfi koordinációs bizottság 1957. május 6-i ülésén kijelentette: „a kedvező gazdasági körülményeknek köszönhetően a helyzet a legtöbb országban kielégítőnek tekinthető; a menekültek fokozatosan az egyes országok állampolgáraival azonos jogot kapnak a munkára”. A belga kormánynak az ENSZ főtitkárához 1957 decemberében küldött levele szerint „úgy tűnik, hogy négy-öt hét alatt jóformán az összes menekült munkát talál, és beintegrálódik a belga közösségbe”. 1958 januárjában az Angliába került 15 ezer magyar menekült közül már csak hatszáz volt munka nélkül. Franciaországban 1958 elejétől már hivatalosan úgy értékelték, hogy „minden új magyar menekült a francia közösségbe integrálódottnak tekinthető”.
A magyar forradalommal szemben megnyilvánuló nemzetközi szolidaritás nyomán a befogadó közösségek minden magyar kivándorlót politikai menekültnek, üldözöttnek tekintettek. Úgy vélték, hogy a szovjet kommunista terror elől menekülő szabadságharcosok a nyugati mentalitás számára legfontosabb érték, a szabadság érdekében tették kockára az életüket. Erkölcsi kötelességüknek érezték, hogy a kiérkező „fáradt hősöket” bőkezű gondoskodással, barátként fogadják. Valuch Tibor Magyarország társadalomtörténete a XX. század második felében című könyvében úgy fogalmaz, hogy az eltávozottak nagy része politikai menekült volt, abban az értelemben, hogy „úgy vélte, hogy a fennálló, illetve a kialakuló politikai-társadalmi viszonyok között az élete veszélybe kerülhet”. Magas volt közöttük a zsidó származásúak aránya is, akik megragadták ezt az alkalmat a családegyesítésre nyugaton élő rokonaikkal, vagy attól tartottak, hogy a magyarországi események újra zsidóüldözésbe torkollanak. Puskás Julianna 5% körülire becsüli a fegyveres harcokban részt vevők és így a közvetlen megtorlás elől menekülők arányát. Szerinte összesen 50-60%-ban lehettek, akiknek a távozásában bármiféle, tágan vett politikai indok szerepet játszott; a többiek elsősorban a jobb élet, a gazdasági érvényesülés céljával keltek útra.
Az 1956-os magyar menekültválság megfelelő kezelése a nyugati kormányok számára bel- és külpolitikai téren egyaránt hasznos volt. A menekültek érdekében tett kormányzati lépések társadalmi támogatottsága magas volt, erősítve az adott kormányok, illetve kormányzó pártok belpolitikai helyzetét. A közvélemény és a kormányok tevékenysége szoros korrelációban mozgott. Amikor a nyugati lakosság érdeklődése 1957 elején lanyhulni kezdett, a kormányok adakozási hajlama is csökkent. 1957. április 24-én azonban A NATO akkor titkos, de ma már nyilvánosságra került dokumentumban kérte fel a tagállamok kormányait, hogy mozgósítsák újra országaik közvéleményét, ne hagyják abba a magyar menekültek támogatását. A vezető nyugati hatalmak ugyanis politikai és erkölcsi vereségnek tekintették volna, ha a magyar menekültek a hazai amnesztia nyomán tömegesen hazatérnek a „szabad világba” való beilleszkedésük esetleges nehézségei miatt.

## A magyarok beilleszkedése a befogadó országokban
Integrálódásuk a befogadó országokba általában könnyen haladt. Az emigráló családok hosszú távon beilleszkedtek a befogadó országok társadalmába, többségükben dolgozó, középosztálybeli egzisztenciát alakítottak ki.

## Az 1956-os kivándorlás demográfiai összetétele
A KSH 1957-es titkos jelentése szerint a kivándorlók között többen voltak a városiak – a budapestiek a kivándorlók felét tették ki –, a Dunántúlról magasabb arányban távoztak, kétszer annyi férfi ment el, mint nő, és a menekülők fele nem töltötte be a 25. életévét. A menekülők mintegy 2/3-a aktív kereső, köztük 63,5% fizikai munkát végzett, (34,6% szakmunkás), 25% szellemi munkakörben dolgozott. Az eltartottak között 3200 főiskolás és egyetemista, a felsőoktatási intézményekbe járók több mint 10%-a. A legtöbb menekült az Egyesült Államokban, Nagy-Britanniában, Kanadában, Németországban, Svájcban és Franciaországban telepedett le.
| Magyar kivándorlók eloszlása | Magyar kivándorlók eloszlása |
| ---------------------------- | ---------------------------- |
| Nyugat-Európa                | 85 000                       |
| Brit-szigetek                | 22 000                       |
| Skandinávia                  | 7 500                        |
| USA                          | 35 000                       |
| Kanada                       | 25 000                       |
| Ausztrália, Új-Zéland        | 12 000                       |
| Dél-Amerika                  | 3 800                        |
| Afrika                       | 1 400                        |
| Közép-Amerika                | 620                          |

Az 1956-os emigrációs folyamatban távozó 200 000 ember az ország lakosságának kb. 2%-át jelentette. Ekkoriban a magyarországi népesség még növekedőben volt, de az 1956-os kivándorlás 70%-kal meghaladta annak az évnek a természetes szaporodását.

## Ismertebb 56-os magyar emigránsok
- Faludy György (költő, író) – Anglia
- Ferrari Violetta (színésznő) – NSZK
- Kéthly Anna (politikus) – USA
- Király Béla (katonatiszt, politikus) – USA
- Kocsis Sándor (labdarúgó) – Spanyolország
- Kovács László (operatőr) – USA
- Kristóf Ágota (írónő) – Svájc
- Ligeti György (zeneszerző) – Ausztria
- Oláh György (kémikus, Nobel-díjas) – USA
- Puskás Ferenc (labdarúgó) – Spanyolország
- Szipál Márton (fotográfus) – USA
- Andy Vajna (filmproducer) – USA
- Würtzler Arisztid (hárfás) – USA
- Zádor Ervin (vízilabdázó) – USA
- Zsigmond Vilmos (operatőr) – USA